# 음악 발달

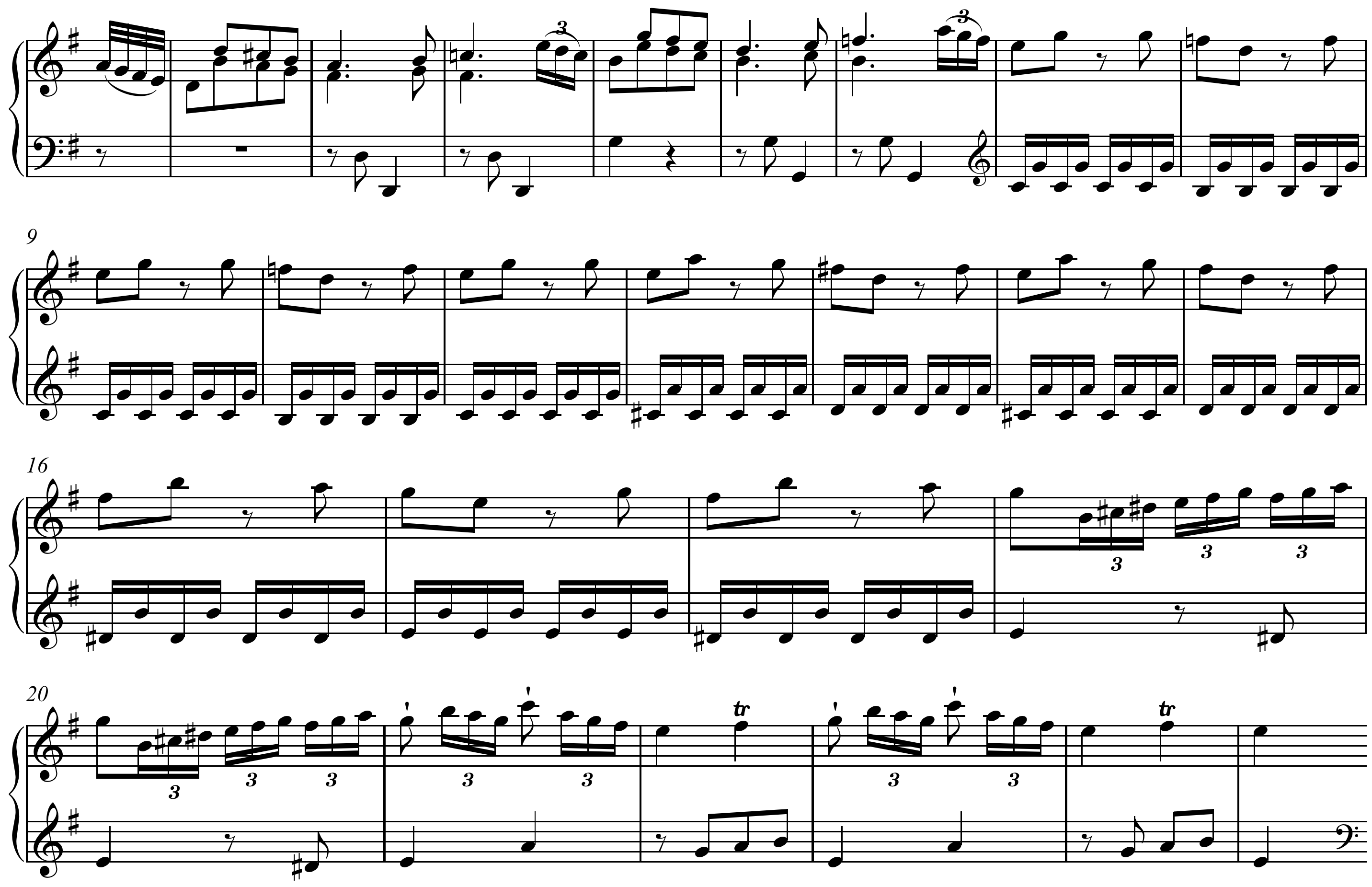
하이든의 G장조 소나타, Hob. XVI: G1, I, mm. 29-53의 발달.

음악 발달(音樂發達)은 클래식 음악에서 음악 발상이 작곡하는 중 전달되는 과정이다. 초기 재료의 변형 및 재작성을 의미하며, 다른 음악적 변화 수단과 대조된다. 변동시 프레젠테이션의 한 유형에 의존하면서 발달은 한번에 많은 다른 제출 및 이들의 조합으로 처리하여 소재의 부분들에 행해진다.
청취자의 마음이 의식적으로 또는 무의식적으로 이러한 발상의 다양한 화신을 비교 하도록 이 과정에서 특정 중앙 발상은 서로 다른 상황에서 또는 변형된 형태로 반복된다. 청취자는 음악에서 하나의 "놀라움의 요소"인 "기대 사이의 긴장과 실제 결과"(반어 참조)를 파악할 수 있다. 이 연습은 테마나 주제는 기쁘게 또는 정서적 종류의 인상을 만들 수 있는 대위법에 그 뿌리를 두고 있지만, 그 대위법 기능이 점차적으로 공개될 때 더 마음을 즐겁게 한다.
전통적으로 가장 발달을 활용한 악곡의 형식은 소나타 형식이다. 이 형식에서는 발달부라는, 제시부 후와 재현부 전에 제시부가 발달되는 부분이 있다. 일부 오래된 문헌에서는 "무료 환상곡"을 소나타의 발달부라 한다.

## 같이 보기
- 변화 발달
- 푸가
- 이차적 발달

## 참고
1. ↑  Benward & Saker (2009), Music in Theory and Practice: Volume II, p.138-39. Eighth Edition. ISBN 978-0-07-310188-0.
2. ↑  Wennerstrom, Mary (1975). "Form in Twentieth-Century Music" (chap. 1), Aspects of Twentieth-Century Music. Wittlich, Gary (ed.). Englewood Cliffs, New Jersey: Prentice-Hall. ISBN 0-13-049346-5.